# 全米映画批評家協会賞
全米映画批評家協会賞（ぜんべいえいがひひょうかきょうかいしょう、National Society of Film Critics Awards）は、全米映画批評家協会が与えている映画賞である。

## 概要
1966年から開催されている。毎年1月のはじめに授与される。アカデミー賞よりも風変りで野心的な作品を選ぶ傾向がある。米アカデミー賞の前哨戦の1つといわれることもある。

## 部門
- 作品賞
- 全米映画批評家協会賞 監督賞
- 全米映画批評家協会賞 主演男優賞
- 全米映画批評家協会賞 主演女優賞（英語版）
- 全米映画批評家協会賞 助演男優賞（英語版）
- 全米映画批評家協会賞 助演女優賞（英語版）
- 全米映画批評家協会賞 脚本賞（英語版）
- 全米映画批評家協会賞 撮影賞（英語版）
- 全米映画批評家協会賞 非英語作品賞
- 全米映画批評家協会賞 ノンフィクション作品賞（英語版）

## 作品賞受賞作品
| 開催年              | 題名 原題                                                             | 監督                                                | 製作国                              |
| ------------------- | --------------------------------------------------------------------- | --------------------------------------------------- | ----------------------------------- |
| 1966年度 （第1回）  | 欲望 BLOW-UP                                                          | ミケランジェロ・アントニオーニ                      | イギリス イタリア                   |
| 1967年度 （第2回）  | 仮面/ペルソナ Persona                                                 | イングマール・ベルイマン                            | スウェーデン                        |
| 1968年度 （第3回）  | ベルイマン監督の 恥 Skammen                                           | イングマール・ベルイマン                            | スウェーデン                        |
| 1969年度 （第4回）  | Z                                                                     | コスタ・ガヴラス                                    | フランス アルジェリア               |
| 1970年度 （第5回）  | M★A★S★H マッシュ M*A*S*H                                              | ロバート・アルトマン                                | アメリカ合衆国                      |
| 1971年度 （第6回）  | クレールの膝 Le genou de Claire                                       | エリック・ロメール                                  | フランス                            |
| 1972年度 （第7回）  | ブルジョワジーの秘かな愉しみ Le Charme discret de la bourgeoisie      | ルイス・ブニュエル                                  | フランス イタリア スペイン          |
| 1973年度 （第8回）  | 映画に愛をこめて アメリカの夜 La nuit américaine                      | フランソワ・トリュフォー                            | フランス イタリア                   |
| 1974年度 （第9回）  | ある結婚の風景 Scener ur ett äktenskap                                | イングマール・ベルイマン                            | スウェーデン                        |
| 1975年度 （第10回） | ナッシュビル Nashville                                                | ロバート・アルトマン                                | アメリカ合衆国                      |
| 1976年度 （第11回） | 大統領の陰謀 All the President's Men                                  | アラン・J・パクラ                                   | アメリカ合衆国                      |
| 1977年度 （第12回） | アニー・ホール Annie Hall                                             | ウディ・アレン                                      | アメリカ合衆国                      |
| 1978年度 （第13回） | ハンカチのご用意を Préparez vos mouchoirs                             | ベルトラン・ブリエ                                  | フランス                            |
| 1979年度 （第14回） | ヤング・ゼネレーション Breaking Away                                  | ピーター・イエーツ                                  | アメリカ合衆国                      |
| 1980年度 （第15回） | メルビンとハワード Melvin and Howard                                  | ジョナサン・デミ                                    | アメリカ合衆国                      |
| 1981年度 （第16回） | アトランティック・シティ Atlantic City                                | ルイ・マル                                          | フランス カナダ                     |
| 1982年度 （第17回） | トッツィー Tootsie                                                    | シドニー・ポラック                                  | アメリカ合衆国                      |
| 1983年度 （第18回） | サン★ロレンツォの夜 La notte di San Lorenzo                           | タヴィアーニ兄弟                                    | イタリア                            |
| 1984年度 （第19回） | ストレンジャー・ザン・パラダイス Stranger Than Paradise               | ジム・ジャームッシュ                                | アメリカ合衆国                      |
| 1985年度 （第20回） | 乱                                                                    | 黒澤明                                              | 日本                                |
| 1986年度 （第21回） | ブルーベルベット Blue Velvet                                          | デヴィッド・リンチ                                  | アメリカ合衆国                      |
| 1987年度 （第22回） | ザ・デッド/「ダブリン市民」より The Dead                              | ジョン・ヒューストン                                | アメリカ合衆国                      |
| 1988年度 （第23回） | 存在の耐えられない軽さ The Unbearable Lightness of Being              | フィリップ・カウフマン                              | アメリカ合衆国                      |
| 1989年度 （第24回） | ドラッグストア・カウボーイ Drugstore Cowboy                           | ガス・ヴァン・サント                                | アメリカ合衆国                      |
| 1990年度 （第25回） | グッドフェローズ Goodfellas                                           | マーティン・スコセッシ                              | アメリカ合衆国                      |
| 1991年度 （第26回） | ライフ・イズ・スイート Life Is Sweet                                  | マイク・リー                                        | イギリス                            |
| 1992年度 （第27回） | 許されざる者 Unforgiven                                               | クリント・イーストウッド                            | アメリカ合衆国                      |
| 1993年度 （第28回） | シンドラーのリスト Schindler's List                                   | スティーヴン・スピルバーグ                          | アメリカ合衆国                      |
| 1994年度 （第29回） | パルプ・フィクション Pupl Fiction                                     | クエンティン・タランティーノ                        | アメリカ合衆国                      |
| 1995年度 （第30回） | ベイブ Babe                                                           | クリス・ヌーナン                                    | オーストラリア                      |
| 1996年度 （第31回） | 奇跡の海 Breaking the Waves                                           | ラース・フォン・トリアー                            | デンマーク スウェーデン フランス 他 |
| 1997年度 （第32回） | L.A.コンフィデンシャル L.A. Confidential                              | カーティス・ハンソン                                | アメリカ合衆国                      |
| 1998年度 （第33回） | アウト・オブ・サイト Out Of Sight                                     | スティーヴン・ソダーバーグ                          | アメリカ合衆国                      |
| 1999年度 （第34回） | マルコヴィッチの穴 Being John Malkovich                               | スパイク・ジョーンズ                                | アメリカ合衆国                      |
| 1999年度 （第34回） | トプシー・ターヴィー Topsy-Turvy                                      | マイク・リー                                        | イギリス                            |
| 2000年度 （第35回） | ヤンヤン 夏の想い出 一一                                              | エドワード・ヤン                                    | 台湾 日本                           |
| 2001年度 （第36回） | マルホランド・ドライブ Mulholland Dr.                                 | デヴィッド・リンチ                                  | アメリカ合衆国                      |
| 2002年度 （第37回） | 戦場のピアニスト The Pianist                                          | ロマン・ポランスキー                                | フランス ドイツ ポーランド イギリス |
| 2003年度 （第38回） | アメリカン・スプレンダー American Splendor                            | シャリ・スプリンガー・バーマン ロバート・プルチーニ | アメリカ合衆国                      |
| 2004年度 （第39回） | ミリオンダラー・ベイビー Million Dollar Baby                          | クリント・イーストウッド                            | アメリカ合衆国                      |
| 2005年度 （第40回） | カポーティ Capote                                                     | ベネット・ミラー                                    | アメリカ合衆国                      |
| 2006年度 （第41回） | パンズ・ラビリンス El laberinto del fauno                             | ギレルモ・デル・トロ                                | メキシコ スペイン アメリカ合衆国    |
| 2007年度 （第42回） | ゼア・ウィル・ビー・ブラッド There Will Be Blood                      | ポール・トーマス・アンダーソン                      | アメリカ合衆国                      |
| 2008年度 （第43回） | 戦場でワルツを Vals Im Bashir                                         | アリ・フォルマン                                    | イスラエル ドイツ フランス 他       |
| 2009年度 （第44回） | ハート・ロッカー The Hurt Locker                                      | キャスリン・ビグロー                                | アメリカ合衆国                      |
| 2010年度 （第45回） | ソーシャル・ネットワーク The Social Network                           | デヴィッド・フィンチャー                            | アメリカ合衆国                      |
| 2011年度 （第46回） | メランコリア Melancholia                                              | ラース・フォン・トリアー                            | デンマーク                          |
| 2012年度 （第47回） | 愛、アムール Amour                                                    | ミヒャエル・ハネケ                                  | ドイツ フランス オーストリア        |
| 2013年度 （第48回） | インサイド・ルーウィン・デイヴィス 名もなき男の歌 Inside Llewyn Davis | コーエン兄弟                                        | アメリカ合衆国                      |
| 2014年度 （第49回） | さらば、愛の言葉よ Adieu au Langage                                   | ジャン＝リュック・ゴダール                          | フランス                            |
| 2015年度 （第50回） | スポットライト 世紀のスクープ Spotlight                               | トム・マッカーシー                                  | アメリカ合衆国                      |
| 2016年度 （第51回） | ムーンライト Moonlight                                                | バリー・ジェンキンス                                | アメリカ合衆国                      |
| 2017年度 （第52回） | レディ・バード Lady Bird                                              | グレタ・ガーウィグ                                  | アメリカ合衆国                      |
| 2018年度 （第53回） | ザ・ライダー The Rider                                                | クロエ・ジャオ                                      | アメリカ合衆国                      |
| 2019年度 （第54回） | パラサイト 半地下の家族 기생충                                        | ポン・ジュノ                                        | 韓国                                |
| 2020年度 （第55回） | ノマドランド Nomadland                                                | クロエ・ジャオ                                      | アメリカ合衆国                      |
| 2021年度 （第56回） | ドライブ・マイ・カー                                                  | 濱口竜介                                            | 日本                                |

## 日本人の受賞歴
1985年に黒澤明監督の『乱』が作品賞と撮影賞（斎藤孝雄、上田正治）の2冠。
2021年に濱口竜介監督の『ドライブ・マイ・カー』が作品賞、監督賞（濱口竜介）、主演男優賞（西島秀俊）、脚本賞（濱口竜介、大江崇允）の4冠を果たしている。